# FK Jelgava
Futbola klubs Jelgava (også kendt som Jelgava) var en fodboldklub fra Letland. Klubben spiller i den bedste lettiske liga Virslīga og har hjemmebane på Zemgales Olimpiska centra stadions i byen Jelgava.

## Historie
Klubben blev stiftet i 2004 og ophørt 2021.

## Titler
- Lettiske pokalturnering (4): 2009–10, 2013–14, 2014–15 og 2015–16.

## Historiske slutplaceringer
| Sæson | Niveau | Liga     | Placering | Kilde  |        |
| ----- | ------ | -------- | --------- | ------ | ------ |
| 2010  | 1.     | Virslīga | 6.        | [ 1 ]  |        |
| 2011  | 1.     | Virslīga | 6.        | [ 2 ]  |        |
| 2012  | 1.     | Virslīga | 7.        | [ 3 ]  |        |
| 2013  | 1.     | Virslīga | 8.        | [ 4 ]  |        |
| 2014  | 1.     | Virslīga | 3.        | [ 5 ]  |        |
| 2015  | 1.     | Virslīga | 4.        | [ 6 ]  |        |
| 2016  | 1.     | Virslīga | 2.        | [ 7 ]  |        |
| 2017  | 1.     | Virslīga | 6.        | [ 8 ]  |        |
| 2018  | 1.     | Virslīga | 6.        | [ 9 ]  |        |
| 2019  | 4.     | Virslīga | 7.        | [ 9 ]  |        |
| 2020  | 1.     | Virslīga | 7.        | [ 10 ] |        |
| 2021  | x      | x        | x         | [ 11 ] | Ophørt |

## Klubfarver
| JELGAVA | JELGAVA |